# Cyrtoneurina cylindrica
Cyrtoneurina cylindrica är en tvåvingeart som först beskrevs av Macquart 1846.  Cyrtoneurina cylindrica ingår i släktet Cyrtoneurina och familjen husflugor. Inga underarter finns listade i Catalogue of Life.